# Günther Hütl
Günther Hütl (* 29. Mai 1950 in Voitsberg) ist ein österreichischer Politiker (ÖVP) und ehemaliger Abgeordneter zum Österreichischen Nationalrat.

## Ausbildung und Beruf
Günther Hütl besuchte die Volksschule und von 1961 bis 1969 das Gymnasium. Er studierte im Anschluss Biomedizinische Technik an der Technischen Universität in Graz und erwarb 1977 den akademischen Grad Dipl.-Ing. Zwischen 1969 und 1970 leistete Hütl den Präsenzdienst ab.
Hütl ist seit 1977 Beamter an der Bundesanstalt für Landtechnik und nebenamtlicher Lehrer an der Höheren Landwirtschaftlichen Bundeslehranstalt Francisco Josephinum. Ihm wurde der Titel Hofrat verliehen.

## Politik
Hütl ist seit 1995 Stadtrat der Stadt Wieselburg. Er war bis 2005 Kulturstadtrat und ist seit 2005 Tourismusstadtrat. 1994 wurde Hütl zum Stadtparteiobmann der ÖVP gewählt, seit 1998 ist er zudem Bezirksobmann des ÖAAB Scheibbs. Hütl war ab 20. Dezember 2002 Mitglied des Nationalrats, verfehlte jedoch nach der Nationalratswahl 2006 den Wiedereinzug. Er schied am 29. Oktober 2006 aus dem Nationalrat aus.

## Privates
Hütl ist verheiratet und Vater einer Tochter und eines Sohnes.